# Standard Eight
La Standard Eight est une petite voiture produite par le constructeur anglais Standard Motor Company, de 1938 à 1959.
La voiture a été lancée à l'origine en 1938 comme la Flying Eight. Après la Seconde Guerre Mondiale, la gamme Flying fut abandonnée par Standard, mais une voiture mise à jour appelée la 8 cv fut ré-introduite en 1945. En 1953, une voiture entièrement nouvelle, la Standard Eight, fut lancée ne partageant pratiquement rien avec le modèle précédent. La voiture fut abandonnée en 1959 pour être remplacée par la Triumph Herald, la marque Standard étant éliminée.

## Flying Eight
La Flying Eight était la plus petite de la gamme Flying chez Standard. Elle fut lancée par la Standard Motor Co Ltd à la fin septembre 1938, avant le salon de l'Automobile de 1938 à Earls court en octobre de cette année À part le moteur, c'était un tout nouveau design qui marquait l'entrée de Standard dans le marché des petites 8cv,.
Le châssis est tout nouveau, fait de longerons longitudinaux de section rectangulaire, et la suspension avant est indépendante, par un ressort à lame transversale. C'était la première voiture Britannique de la catégorie des 8 cv à suspension indépendante. Au même moment, les nouvelles Flying Ten et Flying Twelve sont introduites, intégrant les mêmes caractéristiques de châssis et de suspension. Le moteur est une évolution du précédent modèle équipant les Flying Nine et Ten, mais maintenant avec un vilebrequin équilibré et une culasse en aluminium. L'alésage a été réduit à 57 mm afin d'obtenir une cylindrée de la catégorie des 8 cv alors que la course est restée inchangée à 100 mm. Avec 1.021 cm³ de cylindrée, la puissance maximale annoncée est de 31 ch à 4.000 tr/min. Une boîte de vitesses à trois rapports est utilisée, ainsi que des freins mécaniques Bendix actionnés par câbles.
Deux versions étaient disponibles dès le lancement du modèle: une berline deux portes toute en acier et une randonneuse ouverte 2/4 places. La carrosserie de la berline est fabriquée pour Standard par Fisher & Ludlow dans une nouvelle usine construite à Tile Hill, à Coventry tandis que la carrosserie de la randonneuse ouverte est construite par Carbodies à Holyhead Road, Coventry, et ces voitures y étaient probablement également assemblées. Ces randonneuses avaient des portes coupées bas et un pare-brise pouvant se rabattre à plat.
Un coupé décapotable devint disponible vers la fin 1938. Cette carrosserie est construite pour Standard par Mulliner de Birmingham, qui fabriquait déjà des carrosseries de coupé décapotable analogues pour la Flying Twelve. L'initiative de cette version est probablement venue de Mulliner et pas de Standard, puisqu'elles apparaissent 4 à 5 mois après la berline et la randonneuse.

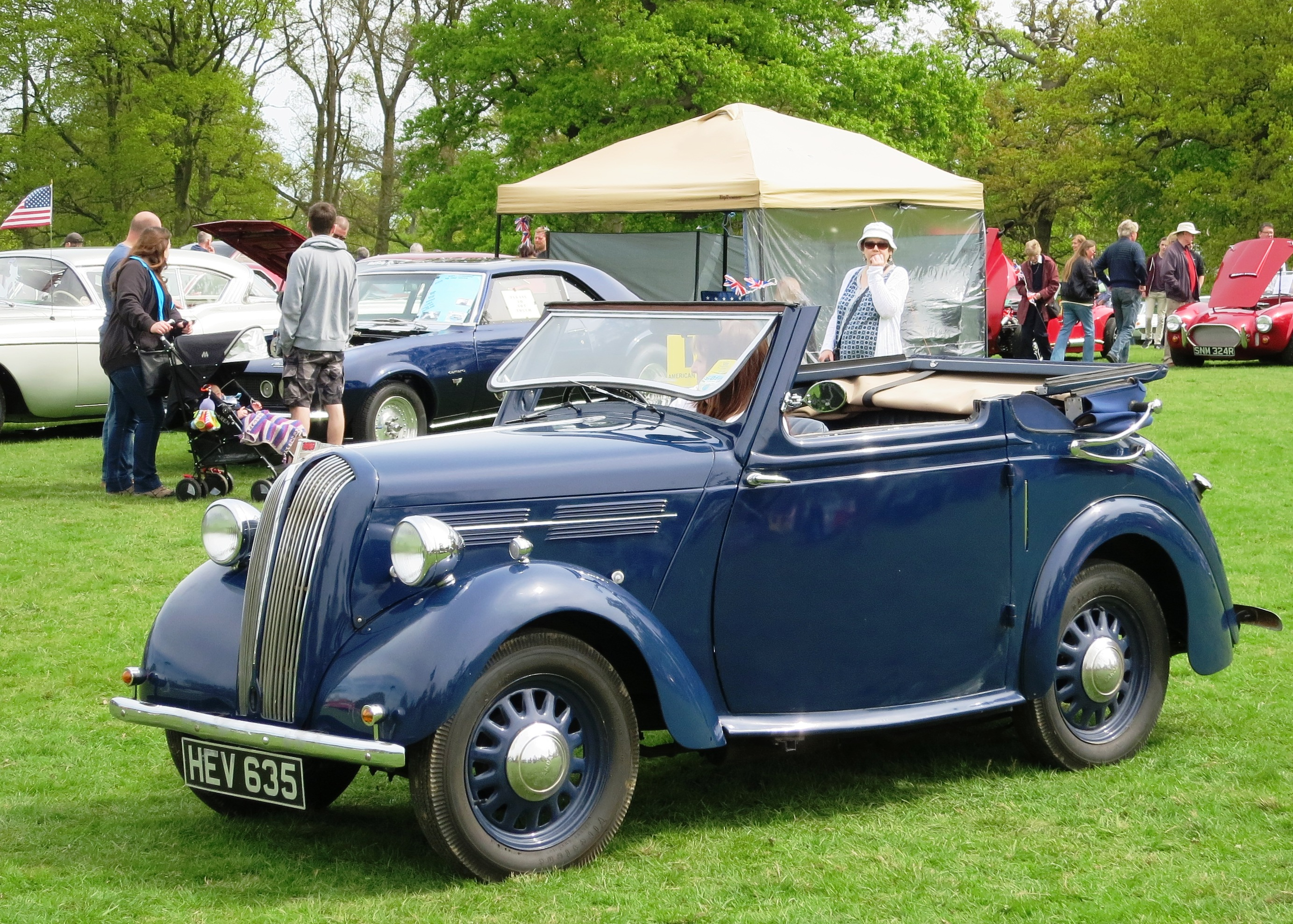
Standard Flying Eight drophead coupé (1939)

Le registre de la production d'avant-guerre n'a pas survécu. Les prototypes de la berline et de la randonneuse (DDU 514 et 516 respectivement) ont été enregistrés le 15 février 1938. Toutefois, la production en série des berlines à l'usine Standard de Canley semble avoir commencé au début de septembre 1938, et il est probable que 23.069 berlines aient été constituées pour le marché interne à la fin du mois d'août 1939 (la fin de l'année comptable 1938/39 de la société). Il semble y avoir eu 1500 randonneuses (en deux lots de 1000 et 500 respectivement) produites pour le marché britannique, dont l'assemblage semble avoir débuté au début novembre 1938, et se serait poursuivi sans interruption jusqu'en juillet 1939. Il y eut probablement moins de 1000 coupés décapotables dont seulement un bon 500 a pu été identifié. 550 ensembles conduite à gauche (LHD) complete knocked down (CKD) ont été fournis au Danemark pour assemblage par leurs importateurs, Bohnstedt-Petersen AS de Copenhague, dont 500 berlines et 50 randonneuses ouvertes. Des ensembles à monter (CKD) ont également été fournis à l'Australie, et assemblés par Mortlocks à Perth. Pour les randonneuses ouvertes, ils ont utilisé des carrosseries construites localement par Richards. Le nombre de Flying Eight assemblées en Australie est inconnu. La production à l'usine Standard de Canley continua jusque dans les premières semaines de l'année 1940. Le plus grand numéro de châssis actuellement connu est le 33 433, une berline immatriculée le 11.7.1940. Le Glass Guide cite 34 601 comme dernier numéro de châssis d'avant-guerre, probablement une berline.
Performances
Un essai de la berline fut publié par le magazine Autocar dans son édition du 30 septembre 1938, et la coupé décapotable dans le numéro du 26 mai 1939. Les deux voitures enregistrèrent des vitesses de pointe très proches de 100 km/h, et des temps de 0 à 80 km/h de 26,2 secondes et 25,3 seconde respectivement, la décapotable étant 26 kg plus légère que la berline.
Prix
La randonneuse était à £125, la berline à £129, la berline de luxe à £139, et la décapotable à £159.
Plus d'images

## 8 cv
Le modèle 8cv a été rapidement réintroduit après la Seconde Guerre mondiale, sans le "Flying", les premiers modèles apparaissant dix jours après la capitulation allemande. La seule mise à jour majeure du modèle d'avant-guerre est l'apparition d'une quatrième vitesse. L'alésage des cylindres est réduit à 56,7 mm, ce qui donne une cylindrée de 1009 cm³. La puissance maximale annoncée est maintenant de 28 ch à 4000 tr/min. Vu la mauvaise qualité de l'essence disponible en Grande-Bretagne, le taux de compression a du être abaissé. L'absence de lamelles de capot sur les modèles 8 hp permettent de les différencier visuellement des Flying Eight d'avant-guerre. La carrosserie des randonneuses d'avant-guerre par Carbodies a été supprimée et est remplacée par une nouvelle carrosserie de randonneuse sous la forme d'une simplification du coupé décapotable, avec des portes coupées bas, des glaces latérales amovibles et un cadre de pare-brise fixe. Des breaks ont été produits en 1948 uniquement, mais sans apparaître au catalogue.
La voiture a été lancée par Standard pour concurrencer les Austin 8 et Morris Eight, au prix de £314.
Après que cette version de la Eight fut abandonnée, la petite voiture suivante de Standard-Triumph fut la Triumph Mayflower et c'est seulement après que ce modèle échoua à atteindre ses objectifs de ventes qu'une nouvelle Standard Eight fut lancée.

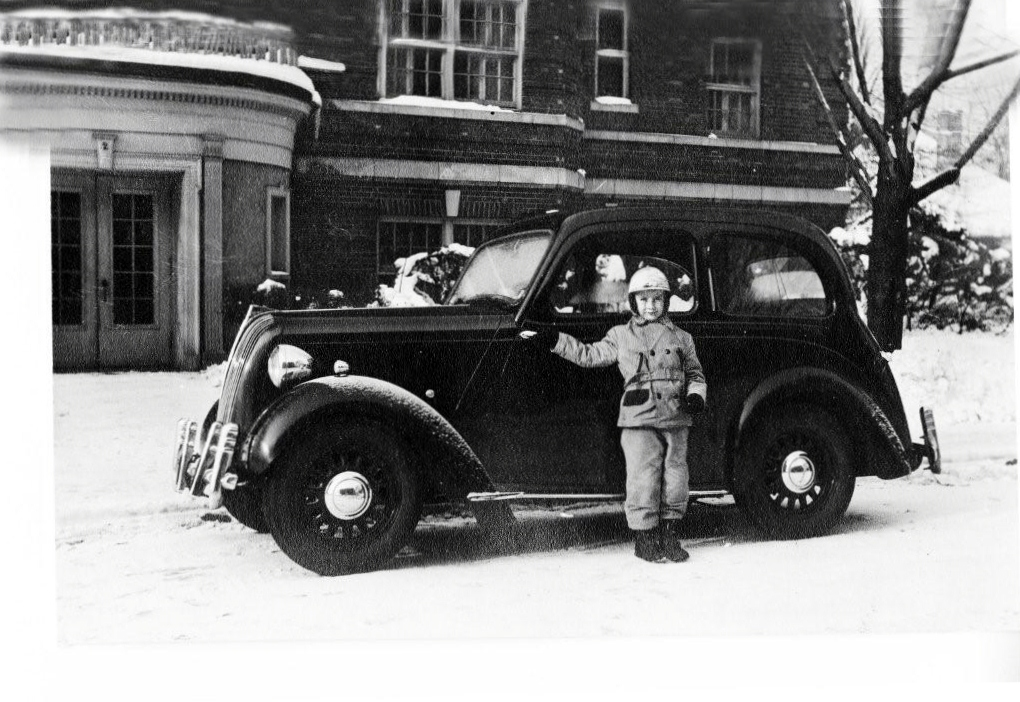
Berline Standard 8 de 1947/48, et John.

Plus d'images

## Eight
La Eight de 1953 était une voiture entièrement nouvelle, de conception monocoque, dotée d'un moteur à soupapes en tête. Elle n'était disponible qu'en berline quatre portes. Le nouveau moteur de 803 cm³ produit un peu moins de puissance que les précédents à soupapes latérales, soit 26 ch à 4.500 tr/min, passant à 30 ch à 5.000 tr/min en 1957 par augmentation du taux de compression, l'"essence de piscine" du temps de guerre ayant finalement disparu en Grande-Bretagne. La boîte à 4 vitesses, synchronisée sur les trois principaux rapports, est disponible avec l'option overdrive à partir de Mars 1957. Des freins à tambour à commande hydraulique Girling équipent les quatre roues.

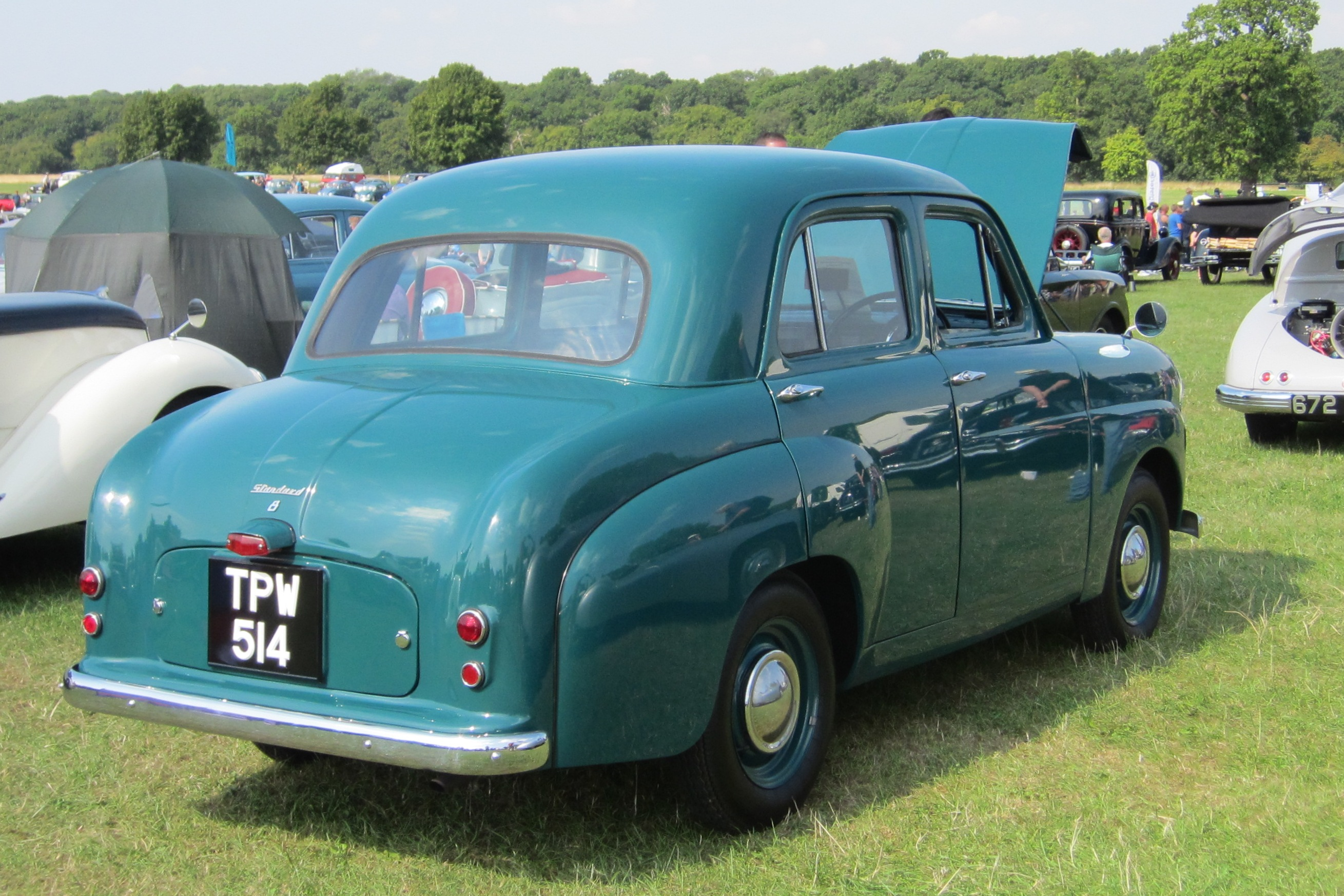
Standard 8 (1955)

Afin de garder les prix bas, la voiture était très basique à son lancement, avec des fenêtres coulissantes, un seul essuie-glace et sans couvercle de coffre externe. L'accès au coffre se faisait en rabattant la banquette arrière, qui avait le dossier divisé en deux. En 1954, la De luxe reçut des fenêtres à manivelle et le modèle Gold Star de 1957  une ouverture du couvercle de coffre. À partir de la mi-1955, toutes les Eight eurent finalement des fenêtres à manivelle. Au lancement, la voiture coûtait £481 taxes comprises sur le marché Britannique.
Un exemplaire testé par The Motor magazine, en 1953, avait une vitesse de pointe de 98 km/h et put accélérer de 0 à 100 km/h en 26,5 secondes. Une consommation de carburant de 6,6 L/100km fut enregistrée.
La Standard Ten de 1954 qui partageait la carrosserie et la mécanique de la Eight lui survécut jusqu'en 1961.
Plus d'images

## Remplacement
La Eight fut remplacée en 1959 par la Triumph Herald, qui utilise une version légèrement élargie du même moteur.

## Apparition au cinéma
Une randonneuse Standard 4/8A est pilotée par les personnages principaux dans le film de 1951, L'Homme de la Planète X.